# يوري أفرباخ
يوري أفرباخ (بالروسية: Юрий Львович Авербах)‏ (ولد في 8 فبراير 1922 في كالوغا في روسيا) لاعب شطرنج سوفييتي وروسي يحمل لقب أستاذ كبير.
- بحلول عام 2017 أصبح أقدم أستاذ كبير حي.
- ترأس الاتحاد السوفييتي للشطرنج من عام 1973 إلى 1978.
- كان أبوه ألمانيا يهوديا، وانحدر أسلافه من ألمانيا. وكانت أمه روسية.
- فاز بالمركز الأول في بطولة موسكو عام 1949، متقدماً على أندور ليلينتال وياكوف إسترين وفلاديمير سيماغين.
- حصل على لقب أستاذ كبير عام 1952.
- فاز ببطولة الاتحاد السوفييتي للشطرنج عام 1954 متقدماً على مارك تيمانوف وفيكتور كورتشنوي وتيغران بتروسيان وإفيم غيلر وسالو فلور.
- اشترك في ألعاب مكابيه في إسرائيل عام 1993، واحتل المركز الرابع.

## روابط خارجية
- يوري أفرباخ على موقع الاتحاد الدولي للشطرنج (الإنجليزية)
- يوري أفرباخ على موقع مباريات الشطرنج (الإنجليزية)
- يوري أفرباخ على موقع 365Chess.com (الإنجليزية)
- يوري أفرباخ على موقع Chesstempo.com (الإنجليزية)